# Équipe du Portugal automobile
Le A1 Team Portugal est l'équipe du championnat international de A1 Grand Prix du Portugal. L'équipe A1 Team Portugal est le premier pays d'Europe à dévoiler sa monoplace A1GP le 30 mai 2005.

## Propriétaire
L'équipe A1 Team Portugal a pour propriétaires, la célèbre star de football, Luís Figo, et l'entraîneur Carlos Queiroz. L'équipe technique est dirigée par Luís Vicente, gérant de la Fundação Luís Figo.

## l'équipe et les pilotes
Le pilote titulaire de l'équipe portugaise était en 2005, le champion du Championnat britannique de Formule 3, Alvaro Parente, qui a participé à toute la saison, dans laquelle Cesar Campanico a également piloté ; João Urbano a été pilote de réserve. Pedro Lamy à l'origine avait été désigné comme principal pilote, mais n'a jamais pris part à aucune course. Le chef d'équipe était Trevor Carlin, manager de l'équipe Carlin Motorsport qui a utilisé son équipe pour le développement et l'appui technique pour l'équipe A1 Team Portugal.
| Pilotes         | Saison A1GP         | Course (Départs) | Sprint Race Départs | Feature Race Départs | Victoires | Sprint Victoires | Main Victoires | 2e | 3e | Poles | Meilleur tour | Points |
| --------------- | ------------------- | ---------------- | ------------------- | -------------------- | --------- | ---------------- | -------------- | -- | -- | ----- | ------------- | ------ |
| Cesar Campanico | 2005-2006           | 1(2)             | 1                   | 1                    |           |                  |                |    |    |       |               | 0      |
| Álvaro Parente  | 2005-2006 2006-2007 | 13(26)           | 13                  | 13                   |           |                  |                | 1  | 2  |       |               | 76     |
| João Urbano     | 2006-2007 2007-2008 | 2(4)             | 2                   | 2                    |           |                  |                |    |    |       |               | 2      |

## Résultats complet A1 Grand Prix
- (SPR) La Sprint race se fait sur départ lancé comme en Amérique du Nord. Cette première épreuve dure 29 minutes ou environ 50 kilomètres.
- (FEA) La seconde manche, Feature race, est le clou du spectacle, avec un départ arrêté comme en Formule 1 pour une durée de 69 minutes ou environ 180 kilomètres. De plus il est obligatoire de s'arrêter au moins deux fois aux stands lors de cette manche, contrairement à la Sprint race où il n'y a pas d'obligation.

| Saison    | Équipes           | Châssis, Moteurs, Pneumatiques | Pilotes         | 1   | 2   | 3   | 4   | 5   | 6   | 7   | 8   | 9   | 10  | 11  | 12  | 13  | 14  | 15  | 16  | 17  | 18  | 19  | 20  | 21  | 22  | Points | Classement final |
| --------- | ----------------- | ------------------------------ | --------------- | --- | --- | --- | --- | --- | --- | --- | --- | --- | --- | --- | --- | --- | --- | --- | --- | --- | --- | --- | --- | --- | --- | ------ | ---------------- |
| 2005-2006 | Carlin Motorsport | Lola Zytek Avon                |                 | spr | fea | spr | fea | spr | fea | spr | fea | spr | fea | spr | fea | spr | fea | spr | fea | spr | fea | spr | fea | spr | fea | 66     | 9e               |
| 2005-2006 | Carlin Motorsport | Lola Zytek Avon                | Álvaro Parente  | 8   | Ret | Ret | 11  | 6   | 5   | 2   | 7   | 9   | 18  | 8   | 4   | 8   | 3   | 19  | Ret | Ret | 10  | 3   | 4   |     |     | 66     | 9e               |
| 2005-2006 | Carlin Motorsport | Lola Zytek Avon                | Cesar Campanico |     |     |     |     |     |     |     |     |     |     |     |     |     |     |     |     |     |     |     |     | 13  | 12  | 66     | 9e               |
| 2006-2007 | Team Astromega    | Lola Zytek Avon                |                 | spr | fea | spr | fea | spr | fea | spr | fea | spr | fea | spr | fea | spr | fea | spr | fea | spr | fea | spr | fea | spr | fea | 10     | 17e              |
| 2006-2007 | Team Astromega    | Lola Zytek Avon                | Álvaro Parente  |     |     |     |     |     |     |     |     |     |     |     |     |     |     | 8   | 5   | 14  | 7   |     |     | 11  | 11  | 10     | 17e              |
| 2006-2007 | Team Astromega    | Lola Zytek Avon                | João Urbano     |     |     |     |     |     |     |     |     |     |     |     |     |     |     |     |     |     |     | 19  | 13  |     |     | 10     | 17e              |
| 2007-2008 | Team Astromega    | Lola Zytek Avon                |                 | spr | fea | spr | fea | spr | fea | spr | fea | spr | fea | spr | fea | spr | fea | spr | fea | spr | fea | spr | fea |     |     | 0      | 13e              |
| 2007-2008 | Team Astromega    | Lola Zytek Avon                | João Urbano     | 11  | Ret | 9   | 18  | 13  | Ret | 19  | 12  |     |     |     |     |     |     |     |     |     |     |     |     |     |     | 0      | 13e              |

## Palmarès
- 2008-2009 :  3e avec 92 points